# Borophagus
Borophagus — викопний рід підродини Borophaginae, групи псових, ендемічних для Північної Америки з епохи середнього міоцену до епохи пізнього пліоцену 12—2 млн років тому.

## Еволюція
Борофаги, як і інші борофагіни, відомі як пси, що розчавлюють кістки. Хоча це не наймасивніші з борофагінів, вони мали розвиненішу здатність розчавлювати кістки, ніж попередні, більші роди, такі як Epicyon, що, здається, є еволюційною тенденцією групи (Turner, 2004). Протягом епохи пліоцену Borophagus почали витіснятися родами Canis, такими як Canis edwardii, а пізніше Canis dirus. Ранні види Borophagus донедавна були віднесені до роду Osteoborus, але зараз роди вважаються синонімами.

## Характеристика

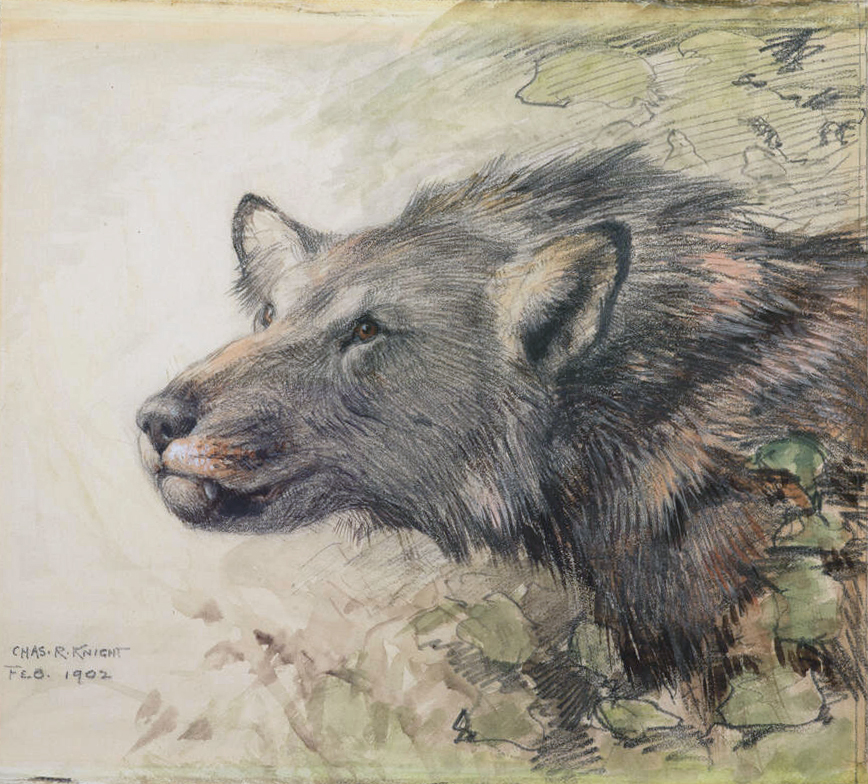
Реконструкція Чарльза Р. Найта, 1902 рік

Типовими ознаками цього роду є опуклий лоб і потужні щелепи; палеонтологи в минулому вважали борофага, ймовірно, сміттярем. Його крихкі премоляри та сильні м'язи щелепи були б використані для розколу кісток, як у гієни Старого Світу. Проте скам'янілості борофага настільки рясні й географічно поширені, що деякі палеонтологи зараз стверджують, що борофаг мав бути одночасно панівним хижаком свого часу, а отже, і активним хижаком, оскільки лише живлення стервом не могло б утримувати таку велику популяцію. Вони відзначають, що не всі м'ясоїдні тварини зі здатністю чавити кістки є падлоїдами, як-от сучасна плямиста гієна; натомість вони інтерпретують здатність чавити кістки як пристосування до соціального полювання, де перевагу віддають повному використанню туші. Вважається, що доросла тварина була ≈ 80 см у довжину, схожа на койота, хоча значно потужніша.